# نادي مانتوا
نادي مانتوا (بالفرنسية: Football Club Mantois 78)‏ نادي كرة قدم فرنسي يلعب في دوري الدرجة الرابعة . تم تأسيس النادي في سنة 1994. ويقع مقره في مدينة مانت لا فيل شمال فرنسا.